# 擬雷巴齊斯龍屬
擬雷巴齊斯龍屬是泰坦巨龍類恐龍的一個屬，分布於晚白堊世的岡瓦納大陸西南部，頸部較多數泰坦巨龍類短，吻部寬闊而遠端呈方形，與關係甚遠的雷巴齊斯龍科相仿。學名在馬普切語中意為「模仿者」，即是由此而來。本屬僅有一個物種，即模式種寬嘴擬雷巴齊斯龍（I. oslatus），已發現的化石包含近乎完整的頭顱骨，以及薦椎之前的脊椎骨，發現於阿根廷内乌肯省城鎮林孔-德洛斯绍塞斯的下營層，可能與博妮塔龍、林孔龍、奧韋羅龍等近緣的泰坦巨龍類共棲
。